# Phortica bicornuta
Phortica bicornuta är en tvåvingeart som först beskrevs av Chen och Masanori Joseph Toda 1997.  Phortica bicornuta ingår i släktet Phortica och familjen daggflugor. Inga underarter finns listade i Catalogue of Life.